# Podleské vojvodství
Podleské vojvodství (polsky Województwo podlaskie) je vyšší územně samosprávný celek Polska, je jedním z 16 vojvodství. 
Rozkládá na severovýchodě Polska a sousedí s Lublinským, Mazovským a Varmijsko-mazurským vojvodstvím. Na východní straně pak sousedí s Běloruskem (Brestská a Hrodenská oblast) a na severovýchodě s Litvou (Alytuský a Marijampolský kraj) a v jednom bodě (trojmezí) s Ruskou federací (Kaliningradská oblast).
Do Podleského vojvodství spadá mj. část historického regionu na východě Polska s názvem Podlesí (polsky Podlasie, Podlasko, Podlasze).

## Ochrana přírody
Ve vojvodství jsou 4 národní parky, včetně slavného Bělověžského, a také včetně Biebrzańskiego Parku Narodowego, který je největší v Polsku:
1. Bělověžský národní park (Białowieski Park Narodowy)
2. Biebrzanský národní park (Biebrzański Park Narodowy)
3. Narewský národní park (Narwiański Park Narodowy)
4. Wigerský národní park (Wigierski Park Narodowy)

Krajinné parky (Parki Krajobrazowe):
1. Suwalski Park Krajobrazowy
2. Park Krajobrazowy Puszczy Knyszyńskiej
3. Łomżyński Park Krajobrazowy Doliny Narwi

Dále je zde 87 maloplošných přírodních rezervací (rezerwat przyrody).

## Významná města
(v závorce počet obyvatel)
- Bělostok (292 150)
- Suwałki (69 113)
- Łomża (63 880)

## Okresy

### zemské okresy
- Okres Augustov
- Okres Bělostok
- Okres Bielsk
- Okres Grajewo
- Okres Hajnówka
- Okres Kolno
- Okres Lomže
- Okres Mońki
- Okres Sejny
- Okres Siemiatycze
- Okres Sokůlka
- Okres Suwałki
- Okres Wysokie Mazowieckie
- Okres Zambrów

### městské okresy
- Bělostok
- Lomže
- Suwałki